# كريمة غيث
كريمة غيث (1 مارس 1992) هي مغنية، عارضة أزياء وممثلة مغربية ولدت في مدينة مراكش وسط المغرب، بدأت حياتها المهنية كعارضة أزياء، ولاقت شهرة واسعة خلال مشاركتها في الموسم الثامن من ستار أكاديمي (2011) وخرجت من البرايم السادس. بالإضافة إلى الموسم السادس من النسخة التركية من ذا فويس (2016)، حيث كانت ضمن فريق مراد بوز وخرجت من مرحلة العروض المباشرة.

## برامج المواهب

### ستار أكاديمي 8
شاركت كريمة في الموسم الثامن من ستار أكاديمي، لكنها خرجت من البرايم السادس، وكان من المفترض خروجها من البرايم الأول لكن الجمهور أنقذها حسب قانون البرنامج. أغانيها في البريمات كانت كالتالي:
- البرايم الأول: «أنا بنتظارك» – أم كلثوم
- البرايم الثاني: «في يوم وليلة» – وردة الجزائرية
- البرايم الثالث: «تهواك» – صوفيا المريخ
- البرايم الرابع: «آه يا حلو» – صباح فخري
- البرايم الخامس: "You gave me love"
- البرايم السادس: «ماعاش من زعلك» – نجوى كرم

### ذا فويس تركيا
شارك في الموسم السادس من نسخة ذا فويس التركية، وكانت ضمن فريق مراد بوز وخرجت من مرحلة العروض المباشرة. مشاركتها كانت كالآتي:

#### مرحلة الصوت
| كريمة غيث | الأغنية/صاحب الأغنية   | هاديسا | مراد بوز | سيبل كان | غارسيا وهاكان أوزغوز |
| كريمة غيث | "مطلع حاجبو" كريمة غيث |        | ✔        | ✔        | ✔                    |

#### مرحلة المواجة
| المدرب   | المتسابق 1 | أغنية المتسابق 1     | المتسابق 2       | أغنية المتسابق 2                         |
| -------- | ---------- | -------------------- | ---------------- | ---------------------------------------- |
| مراد بوز | كريمة غيث  | "Düm Tek Tek" هاديسا | Elif Dünüroğlu   | "Can't Take My Eyes Off You" فرانكي فالي |
| مراد بوز | كريمة غيث  | "Sway" دين مارتن     | Yelena Şelkunova | "Sway" دين مارتن                         |

#### مرحلة المباريات
| مدرب المتسابق 1 | المتسابق 1 | أغنية المتسابق 1   | مدرب المتسابق 2 | المتسابق 2   | أغنية المتسابق 2             |
| --------------- | ---------- | ------------------ | --------------- | ------------ | ---------------------------- |
| مراد بوز        | كريمة غيث  | "الأطلال" أم كلثوم | غارسيا وهاكان   | Erhan Ünal   | "Yildizlarin Altinda" كارغو  |
| مراد بوز        | كريمة غيث  | "İsyan" هاليل سيزي | غارسيا وهاكان   | Gamze Dursun | "Sen De Gidersen" بورا دوران |

#### مرحلة العروض المباشرة
| المجموعة | المدربين      | المتسابقين        | الأغنية                               |
| -------- | ------------- | ----------------- | ------------------------------------- |
| 4        | هاديسا        | Taylan Bayri      | "Boşu Boşuna" عاشق شريف               |
| 4        | غارسيا وهاكان | Enis Uğurlu       | "Cambaz" مور في أوتيسي                |
| 4        | مراد بوز      | كريمة غيث         | "Je Suis Malade" سيرج لاما            |
| 4        | هاديسا        | Şeyda Erbaş Kasap | "Sen De Başını Alıp Gitme" سيم كاراكا |

## في التمثيل
- 2011: مسلسل زينة الحياة[5]
- 2012: 9 جامعة، مع خالد صالح
- 2014: فيلم إنجيل يوحنا
- 2016: سر المرجان (مسلسل)، الجزء 1و2
- 2018:ديسك حياتي (مسلسل)
- 2020: فيلم 30 مليون
- 2020: فيلم رجل المرا (فيلم)
- 2021: سولو دموعي (مسلسل)
- 2021: تزوج ما قالها ليا (مسلسل)
- 2022: جروح (مسلسل)
- 2022: بغيت حياتك (مسلسل)
- 2025 مسلسل رحمة